# نسسری ایول
نسسری ایول (به انگلیسی: Necessary Evil (aircraft)) یک هواگرد ساختِ کارخانهٔ گلن ال. مارتین کمپانی در کشور ایالات متحده آمریکا است.